# 1867年カナダ総選挙
1867年カナダ総選挙（1967ねんカナダそうせんきょ、英語: 1867 Canadian federal election）は、1867年8月7日から9月20日までイギリス領カナダ連邦で行われた議会（庶民院）議員の総選挙（第1期）である。

## 概要
ノバスコシア州、ニューブランズウィック州、オンタリオ州、ケベック州の4州で選挙が実施された。1870年にマニトバ州、1871年にブリティッシュコロンビア州が自治領に編入され、追加選挙が実施された。

## 選挙データ

### 内閣
- 選挙前：マクドナルド内閣（初代）
  - 首相：ジョン・A・マクドナルド（初代）
  - 与党：保守党/自由保守党
- 選挙後：マクドナルド内閣（初代）
  - 首相：ジョン・A・マクドナルド（初代）
  - 与党：保守党/自由保守党

### 投票日
- 1867年8月7日 – 9月20日

### 改選数
- 181
  - 82：オンタリオ州（ON）
  - 65：ケベック州（QC）
  - 19：ノバスコシア州（NS）
  - 15：ニューブランズウィック（NB）

1867年憲法法（1867年英領北アメリカ法、BNA法）に基づいて、人口比で定員を決定した。BNA法は、ケベック州に最低65議席を配分し、65選挙区の平均人口に基づいて他の週の定数配分を決定した。選挙区画と定数配分について、10年ごとの国勢調査で見直すと規定した。

### 選挙制度
- 単純小選挙区制：179
- 中選挙区制　　：002[注 3]

#### 投票方法
- 小選挙区制：単記投票、1票制
- 中選挙区制：完全連記制、2票制[3][4]

オンタリオ州、ケベック州、ノバスコシア州では、公開投票を採用された。ニューブランズウィック州は、1855年に秘密投票を採用していた。

#### 選挙権
満21歳以上の英国市民男子
1. すべての州で、女性と公務員、裁判官、警察官、検察官を含む公務員の選挙権を認めなかった。
2. 財産基準を満たした先住民でも、政府から支払われた給付金を受け取っている場合、ほとんどの州で投票資格は剥奪された。
3. オンタリオ州の選挙法は1866年に更新され、選挙人は、評価名簿に記載されている資産価値が都市で600ドル、町で400ドル、法人化された村で300ドル、町または警察村で100ドルの所有者またはテナントであるという財産資格が条件であった。さらに、都市居住者は250ドル以上の年収を証明が必要。オンタリオ州の有権者は推計人口の約16.5%。
4. ケベック州において、選挙人は所有する不動産資産価値が都市部で300ドル、農村部で200ドル必要であり、借家は都市部で30ドル、農村部で20ドルの家賃支払いが必要だった。
5. ノバスコシア州の選挙法は1863年に成立し、選挙人は所有または賃借するの不動産資産価値が150ドル、および個人財産の300ドルが条件だった。
6. ニューブランズウィック州の選挙人は、不動産資産価値が100ドル以上、年間収入は400ドル、または合計の資産価値が400ドル以上の不動産または動産を所有する必要があった。

#### 有権者数
361,028

## 選挙活動

### 党派別候補者数
| 党派           | 党派               | 党首                    | 候補者数 |
| -------------- | ------------------ | ----------------------- | -------- |
|                | 保守党             | ジョン・A・マクドナルド | 82       |
|                | 自由保守党         | ジョン・A・マクドナルド | 32       |
|                | 自由党             | （ジョージ・ブラウン）  | 66       |
|                | 反連邦党           | ジョセフ・ハウ          | 20       |
|                | 無所属             | 無所属                  | 1        |
|                | 無所属（自由党系） | 無所属（自由党系）      | 1        |
|                | 諸派               | 諸派                    | 141      |
| 総計           | 総計               | 総計                    | 343      |
| 出典：Parlinfo |                    |                         |          |

## 選挙結果
保守党、自由保守党の連合が100議席を確保し圧勝した。またケベック州カムラスカでは、投票所で暴動が発生したため、候補者を選出できなかった。

### 党派別獲得議席
|                    |                    |                    |         |        |  |  |  |
| 党派               | 党派               | 獲得 議席          | 得票数  | 得票率 |  |  |  |
|                    | 保守党             | 71                 | 63,682  | 23.73% |  |  |  |
|                    | 自由保守党         | 29                 | 29,730  | 11.08% |  |  |  |
|                    | 自由党             | 62                 | 60,818  | 22.67% |  |  |  |
|                    | 反連邦党           | 18                 | 21,239  | 7.92%  |  |  |  |
|                    | 無所属             | 0                  | 1,756   | 0.65%  |  |  |  |
|                    | 無所属（自由党系） | 0                  | 1,048   | 0.39%  |  |  |  |
|                    | 諸派               | 0                  | 90,044  | 33.56% |  |  |  |
|                    | 欠員               | 1                  | －      | －     |  |  |  |
| 総計               | 総計               | 180                | 268,317 | 100.0% |  |  |  |
| 有権者数（投票率） | 有権者数（投票率） | 有権者数（投票率） | 361,028 | 74.32% |  |  |  |
| 出典：Parlinfo     |                    |                    |         |        |  |  |  |

- 無投票当選46（保守党18、自由保守党8、自由党16、反連邦党4）

### 州別投票結果
| 選挙区別選挙結果 州別獲得議席 |            |    |    |    |    |     |
| 党派／州                      | 党派／州   | ON | QC | NB | NS | 計  |
|                               | 保守党     | 33 | 36 | 1  | 1  | 71  |
|                               | 自由保守党 | 16 | 11 | 2  | 0  | 29  |
|                               | 自由党     | 33 | 17 | 12 | 0  | 62  |
|                               | 反連邦党   | 0  | 0  | 4  | 14 | 18  |
|                               | 欠員       | 0  | 1  | 0  | 0  | 1   |
| 総計                          | 総計       | 82 | 65 | 19 | 15 | 181 |

無投票当選：46
オンタリオ州：15（保守党3、自由保守党3、自由党9）
ケベック州　：23（保守党14、自由保守党5、自由党4）
ニューブランズウィック州：4（保守党1、自由党3）
ノバスコシア州　　　　　：4（反連邦党4）